# Ivanić Miljanski
Ivanić Miljanski falu Horvátországban Krapina-Zagorje megyében. Közigazgatásilag Zagorska Selához tartozik.

## Fekvése
Krapinától 18 km-re délnyugatra, községközpontjától 5 km-re északkeletre, a Horvát Zagorje északnyugati részén fekszik.

## Története
A településnek 1857-ben 264, 1910-ben 341 lakosa volt. Trianonig Varasd vármegye Klanjeci járásához tartozott. A településnek 2001-ben 45 lakosa volt.

## Nevezetességei
János evangélista tiszteletére szentelt temploma középkori eredetű, egyhajós barokk építmény gótikus szentéllyel. A homlokzat felett emelkedő barokk harangtornyot 1694-ben építették. A templomot a település feletti dombon helyezkedik el. A templom 15. század utolsó negyedében épült, később három alkalommal építették át. A legrégebbi réteg a szentély és a hajó alapfala, míg az utolsó beavatkozás a 19. század első felére nyúlik vissza, amikor új tornyot emeltek, és a templomot zárt előcsarnokkal hosszabbították meg. A gótikus szakrális építészet értékes példája, rendkívül gazdag középkori falfestményekkel és 17. és 18. századi berendezéssel.

## Külső hivatkozások
- Zagorska Sela község hivatalos oldala
- A zagorska selai plébánia honlapja